# Кичмена мождина
Кичмена мождина je смештена у кичменом каналу , који је настао спајањем нанизаних кичмених пршљенова . Цилиндричног је облика и има централни канал у средини. Са обе стане кичмене мождине полазе нерви који су сегментално распоређени . Од кичмене мождине полази 31 пар можданих нерва . Мождани нерви преносе се у сигнале у оба смера.
Распоред сиве и беле масе је обрнут у односу на велики мозак – бела маса је споља, а сива се налази унутра. Сива маса на попречном пресеку даје облик латиничног слова H, наиме, она образује један пар леђних и један пар трбушних рогова. Са леђних рогова полазе сензитивна, а са трбушних моторна нервна влакна па се по изласку из кичмене мождине сједињују у заједнички нерв. Белу масу чине узлазна и силазна нервна влакна којима се проводе надражаји ка мозгу као и импулси од мозга ка разним органима. Кичмена мождина је према томе спроводник надражаја у правцу мозга (узлазна нервна влакна) као и импулса који се шаљу од мозга (силазна влакна). Осим тога, она је центар за многе просте рефлексе.

## Рефлексна функција
Остварује се тако што се у кичменој мождини налазе центри низа различитих рефлекса:
- елементарни (основни) рефлекси у које спадају рефлекси савијања (флексије) и опружања (екстензије) мишића удова;
- мишићни тонус, сви мишићи се налазе у стању неког напона (тонуса) јер се до њих из кичмене мождине стално шаљу импулси који их надражују; проприорецептори, који се налазе у мишићима и тетивама, стално шаљу импулсе до кичмене мождине, а из ње моторним влакнима импулси иду до мишића што изазива њихов сталан тонус;
- вазомоторни рефлекс, ширење и сужавање волумена крвних судова;
- рефлекси мокрења и дефекације;
- сексуални рефлекси, ерекција и ејакулација код мушкарца.